# Powerwall

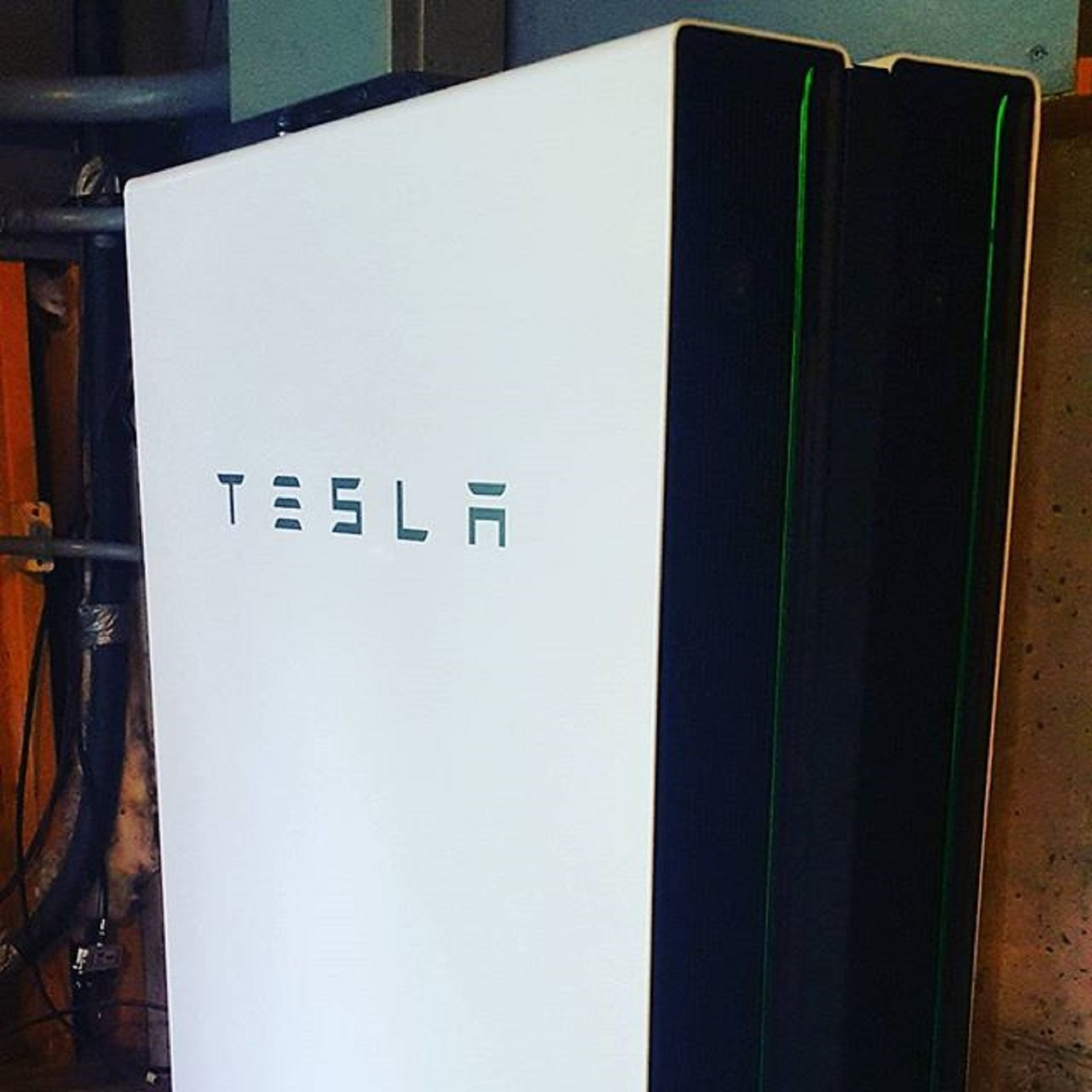
Doble bateria Powerwall instal·lada en una casa.

Powerwall és una bateria recarregable d'ió liti que fabrica Tesla Motors per al mercat domèstic. Pot emmagatzemar energia per al consum domèstic, per suavitzar la corba de consum o com a reserva d'emergència. Es va presentar el 30 d'abril de 2015, i es vendrà a un preu a partir de 3.000 dòlars pel model de 7 kWh a partir de l'estiu de 2015. Segons va explicar Elon Musk durant la presentació, la intenció és permetre un millor aprofitament de l'energia solar, amb l'objectiu de poder desconnectar-se de la xarxa elèctrica. Té un disseny atractiu, es munta a la paret, i no necessita un manteniment actiu. Està dissenyat per escalar amb el Power pack, i es poden anar connectant bateries per aconseguir potències més grans. La producció inicial serà limitada, perquè es faran a la fàbrica de Fremont, però a mitjans de 2015 començarà la producció a la Gigafactory de Tesla a Nevada.